# Jean-Claude Schmitt

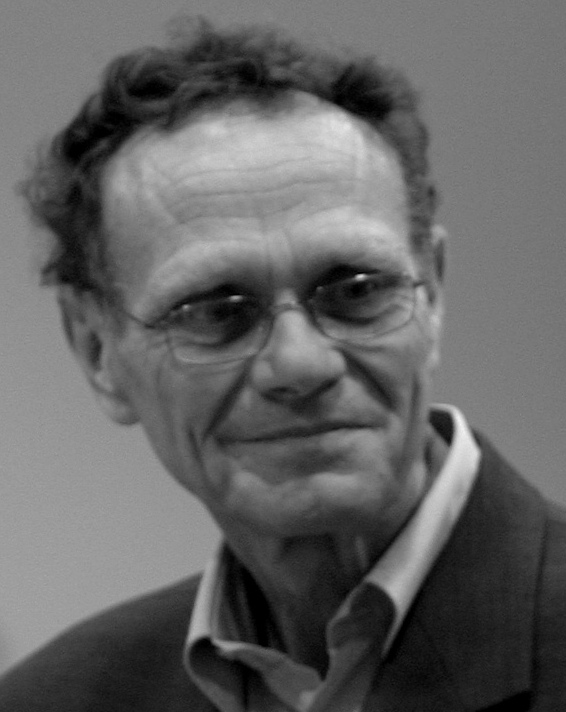
Jean-Claude Schmitt

Jean-Claude Schmitt  (* 4. März 1946 in Colmar) ist ein französischer Mediävist.

## Leben
Jean-Claude Schmitt absolvierte 1965 bis 1967 in Paris die Classe préparatoire (Vorbereitungsklassen für die Bewerbung bei den Grands Écoles) am Lycée Henri IV. 1967 bis 1971 studierte er an der École nationale des chartes historische Hilfswissenschaften, welches er mit einem Abschluss als Archivar und Paläograph  beendete. Im gleichen Jahr bestand er das Staatsexamen für Gymnasiallehrer in Geschichte (Agrégation). Von 1967 bis 1973 studierte er Geschichte an der Sorbonne. 1971/72 war er Gymnasiallehrer (Professeur d’Etudes) für Geschichte und Geographie am Lycée Charlemagne in Paris. 1972/73 absolvierte er seinen Militärdienst am Collège militaire de Saint-Cyr-l’École. 1973 erfolgte die Promotion im Fach Geschichte. 1973 bis 1975 war Schmitt Dozent (Chef de travaux) an der VI. Section de l’EPHE (École pratique des hautes études). Von 1975 bis 1983 war er Hochschulassistent (Maître assistant) an der École des Hautes Études en Sciences Sociales. Seit 1983 bekleidete er eine Professur (Directeur d’études) an der École des Hautes Études en Sciences Sociales, wo er die Leitung der Groupe d’Anthropologie Historique de l’Occident Médiéval innehatte. 2014 trat er in den Ruhestand.
Jean-Claude Schmitt bekleidete zahlreiche Gastprofessuren, darunter 1991 an der Universität Konstanz, 1994/95 an der Humboldt-Universität Berlin, im Jahre 2000 am Warburg Institute, London und 2001 am Center for Medieval and Renaissance Studies der University of California, Los Angeles.
Verheiratet ist er mit der Althistorikerin Pauline Schmitt Pantel.

## Wissenschaftliche Arbeit
Der Schüler des prominenten Mediävisten Jacques Le Goff beschäftigte sich in seiner wissenschaftlichen Arbeit vor allem mit den sozio-kulturellen Aspekten der mittelalterlichen Geschichte in Westeuropa. Dabei lieferte er wichtige Beiträge zur Erweiterung der historischen Mittelalterforschung um anthropologische und kunsthistorische Methoden. Darüber hinaus beschäftigte sich Schmitt mit den Beziehungen zwischen den Eliten und den Laien im mittelalterlichen Leben, vor allem im Bereich der religiösen Kultur, wo er sich auf Themen wie das Phänomen des Aberglaubens, das Okkulte oder die Ketzerei konzentrierte. Des Weiteren publizierte er zum Heiligenkult, der mittelalterlichen Idee der Adoleszenz, zu Visionen und Träumen, und  der mittelalterlichen Predigt. In seinen aktuellen Forschungen beschäftigt er sich mit einer Geschichte der Rhythmen im mittelalterlichen Europa.

## Auszeichnungen und Preise
Für seine wissenschaftliche Arbeit wurde Jean-Claude Schmitt mit zahlreichen Preisen geehrt. 2002 erhielt er den Chevalier dans l’Ordre des Palmes Académiques. 2003 ein Ehrendoktorat der Universität Münster. Darüber hinaus verlieh ihm das Centre national de la recherche scientifique (CNRS) die Médaille d’argent. 2005 wurde er zum Chevalier de la Légion d’honneur ernannt. Im Jahre 2008 wurde er zum Corresponding Fellow of the Medieval Academy of America gewählt. 2008 erhielt er den Reimar Lüst-Preis der Alexander von Humboldt-Stiftung. Im Akademischen Jahr 2010/2011 war er Fellow am Wissenschaftskolleg zu Berlin.

## Publikationen (Auswahl)
Auf Deutsch sind erschienen:
- Die Bekehrung Hermanns des Juden. Autobiographie, Geschichte und Fiktion., Stuttgart, Reclam-Verlag 2006.
- Die autobiographische Fiktion. Hermann des Juden Bekehrung, Trier, Arye-Maimon-Institut 2000.
- Die Wiederkehr der Toten. Geistergeschichten im Mittelalter, Stuttgart, Klett-Cotta Verlag 1995.
- Heidenspass und Höllenangst. Aberglaube im Mittelalter, Frankfurt am Main: Campus 1993.
- Die Logik der Gesten im europäischen Mittelalter, Stuttgart, Klett-Cotta Verlag 1989.
- Der heilige Windhund. Die Geschichte eines unheiligen Kults, Stuttgart, Klett-Cotta Verlag 1982.